# 涅瓦河 (秘魯)
涅瓦河（西班牙語：Río Nieva）是秘魯的河流，位於該國北部，處於亞馬遜河集水區，屬於馬拉尼翁河的支流，流經亞馬遜大區，河道全長150公里，河畔有69座城鎮。